# Ophiomitra cervicornis
Ophiomitra cervicornis är en ormstjärneart som beskrevs av George Richard Lyman 1875. Ophiomitra cervicornis ingår i släktet Ophiomitra och familjen knotterormstjärnor. Inga underarter finns listade i Catalogue of Life.